# 484 f.Kr.

## Händelser

### Efter plats

#### Persiska riket
- Xerxes I nedslår det egyptiska upproret mot det persiska styret, som har inletts två år tidigare, varvid han ödelägger Nildeltat. Han utnämner sedan sin bror Achaimenes till satrap (guvernör) över Egypten.
- Landet Babylonien och dess huvudstad Babylon gör uppror mot det persiska styret, men detta slås ner. Som straff avskaffar Xerxes I kungariket och avlägsnar den gyllene statyn över guden Bel (Marduk/Merodach).

#### Grekland
- Den atenske generalen och statsmannen Xanthippos blir landsförvisad.

### Efter ämne

## Födda
- Herodotos, grekisk historiker (död cirka 425 f.Kr.)
- Achaios, grekisk tragediförfattare (född i staden Eretria på ön Euboia)

## Avlidna
- Wu Zixu, politisk rådgivare från Chu, som har varit anställd vid hovet i staten Wu under kung Helüs av Wu styre; alla kineser med efternamnet Wu anser honom vara deras förste förfader